# 塔拉吉·P·漢森
塔拉吉·潘妲·漢森（/təˈrɑːdʒi/ tə-RAH-jee，1970年9月11日—）是一名美國女演員兼歌手。其於霍華德大學修習演藝課程，並展開好萊塢事業。2016年，〈時代雜誌〉將其評選為時代百大人物之一。
2008年因演出《班傑明的奇幻旅程》而入圍了奧斯卡金像獎最佳女配角以及美國演員工會獎最佳女配角。2011年憑《悍母救援》首次獲黃金時段艾美獎提名；2011年至2013年間，參與了CBS電視劇《疑犯追蹤》的演出；2015年主演了FOX人氣劇《嘻哈帝國》，並獲得評論家的好評，更奪得第73屆金球獎最佳電視劇情類影集女演員獎及評論家選擇電視獎劇情類影集最佳女演員獎，同時入圍了兩屆黃金時段艾美獎最佳劇情類影集女主角獎。2017年憑《關鍵少數》獲得首座美國演員工會獎。
其深受有色人種促進協會形象獎的喜愛，至今入圍了10項獎項，並抱回了7項獎座。

## 早年生活與學業
漢森出生於美國華盛頓哥倫比亞特區，母親柏妮絲（Bernice）任職於伍德沃與羅斯洛，父親布利斯·勞倫斯·漢森（Boris Lawrence Henson）則為一名金屬製造商門警。漢森總是談起外婆帕琪·貝拉德（Patsy Ballard）對自己的影響，而漢森更邀請帕琪和自己一同參加奧斯卡典禮。漢森的名字與中間名是取自斯瓦希里語，泰拉姬意旨“希望”，“潘妲”則意旨“愛”。根據線粒體DNA鑑定，她的母系血統可追溯自喀麥隆瑪莎人。她曾說北極探險家麥修·漢森是她曾曾祖父的兄弟。
漢森在1988年於馬里蘭州奧克森山之奧克森山高中畢業，並於北卡羅來納州立農業技術大學主修電子工程，後轉至霍華德大學主修戲劇。為了支付大學學費，漢森早上於五角大廈擔任秘書，晚上則在晚餐郵輪擔任歌舞服務生。

## 事業

### 電影
漢森在2001年喜劇劇情電影《寶貝男孩》中飾演伊薇特而展露頭角。
2005年，漢森於《饒舌歌王》中飾演女主角莎格，該電影獲得不錯的評價，並奪得一項奧斯卡金像獎。2008年，漢森於《班傑明的奇幻旅程》中飾演布萊德·彼特所扮演之班傑明的養母昆妮，並因該劇入圍奧斯卡金像獎最佳女配角獎。她在採訪時說道：「昆妮是無條件愛的體現。」
於2008年及2009年，她分別演出了泰勒·派瑞的兩部作品《家庭紛爭》以及《我可以自己瘋》。
2010年，漢森參演了改編自1984年同名電影的《功夫夢》，並在商業上獲得了成功。
2011年，漢森主演了Lifetime Movie Network電視電影《悍母救援》，該劇改編自真人真事，講述一名母親蒂芬妮·盧賓的六歲兒子被親生父親綁架至大韓民國首爾，於是她展開一段找尋兒子的旅程。其於該劇的表現獲的影評家的讚賞，並因此入圍了黃金時段艾美獎。
2012年，漢森加入了改編自史蒂夫·哈維著作《男人的上半身去哪了？》，擁有龐大卡司群的《男人行不行》，亦參演了2014的續集《男人行不行2》。
2019年，漢森於《最佳敵人》飾演 Ann Atwater。

### 電視
漢森起初於不少電視劇中客串演出，包括The WB《聰明小鬼》與《姊姊，妹妹》、FOX《豪斯醫生》以及CBS《CSI犯罪現場》。
漢森於Lifetime《女人偵事》（第2–4季）及ABC《波城法網》（第4季）中，皆有擔任主要演員的經歷，於ABC《神奇律師》中則擔任配角。2011年，漢森加入CBS犯罪懸疑影集《疑犯追蹤》擔任女主角；2013年，在主演該劇兩年半後，因新故事走向緣故，其飾演之角色卡特遭到賜死，於是她離開了劇組。
2014年，漢森加入了由李·丹尼爾斯製作之FOX影集《嘻哈帝國》試播集，該劇故事將圍繞在嘻哈音樂產業上，並由漢森及曾於《饒舌歌王》、《血盟兄弟》與《獸性》中合作過之泰倫斯·霍華德共同主演。2014年5月，FOX預訂了該劇，並在首播後獲得了不錯的評價與極佳的商業收益。漢森於該劇中飾演女主角庫琪·萊恩，而其表現獲得了評論家廣泛的好評。漢森憑藉該劇連續兩屆入圍了黃金時段艾美獎，並成為第3位奪得金球獎最佳電視劇情類女演員獎的非裔女演員。

### 其他作品
漢森於《饒舌歌王》中首開金嗓，其演唱之歌曲〈這裡很難找到一個皮條客〉（原唱邪惡黑幫）榮獲了奧斯卡最佳原創歌曲獎，使得邪惡黑幫成為該獎項首個非裔嘻哈歌曲得獎者。漢森與該組合於2006年3月5日在奧斯卡頒獎典禮上，一同演唱了該首歌曲。同年，她亦於慈善專輯《意想不到的夢－全明星》中演唱了〈In My Daughter's Eyes〉。
漢森於不少MV中演出過，例如凡夫俗子的〈Testify〉以及泰瑞斯·吉布森的音樂錄影帶。
2015年3月16日，漢森於《Live！與凱莉和米高》中客座主持，並與原主持人凱莉·瑞帕共同搭檔。
漢森與MAC化妝品合作，於2016年8月下旬推出了泰拉姬·P·漢森化妝系列。

## 個人生活
漢森於1994年懷孕，並產下了一子馬賽爾（Marcell）。其生父為漢森高中時期的男友威廉·拉馬·強森（William Lamar Johnson），而強森於2003年遭到謀殺。

### 爭議
2014年，漢森宣稱其兒子在10月18日於加利福尼亞州格倫代爾的某個臨檢站，遭受警方種族歧視對待，並非法搜查其兒子的轎車。隨後，洛杉磯時報刊登了一則影片，其顯示馬賽爾違規，並在口頭答應搜車後，在其車內發現了大麻油與大麻，而馬賽爾亦承認在開車前的兩小時有吸食毒品。於影片公開後四十分鐘，漢森後來於Instagram公開向格倫代爾警局致歉，並表示做為一個母親也不輕鬆於警員。

### 社會活動
漢森為善待動物組織（PETA）的支持者，並參與過該組織的相關活動，更於2013年和其家犬威力叔叔演出廣告。
2015年2月，漢森轉貼了NOH8活動，並表支持LGBT群體。

## 作品

### 電影
| 年度 | 作品                     | 角色               | 備註   |
| ---- | ------------------------ | ------------------ | ------ |
| 2000 | 鹿兄鼠弟                 | 左翼學生           |        |
| 2000 | 惡靈學院                 | 佩姬               |        |
| 2001 | 寶貝男孩                 | 伊薇特             |        |
| 2002 | 追情殺手                 | 安娜·希爾勒        |        |
| 2002 | 愛之書：男人是狗的原因   | 貧民窟女孩         |        |
| 2004 | 美髮秀                   | 蒂芬妮             |        |
| 2005 | 饒舌歌王                 | 莎格               |        |
| 2005 | 血盟兄弟                 | 卡蜜兒·默瑟        |        |
| 2005 | 獸性                     | 拉莫娜             |        |
| 2006 | 心花漾                   | 奈卓拉             |        |
| 2007 | 五路追殺令               | 雪莉·華特絲        |        |
| 2007 | 深情交談                 | 薇奈兒·華森        |        |
| 2008 | 家庭紛爭                 | 潘·伊凡斯          |        |
| 2008 | 班傑明的奇幻旅程         | 昆妮               |        |
| 2009 | 此情不渝                 | 克萊兒·克拉克-強森 |        |
| 2009 | 壯志驕陽                 | 黛琳·柯林斯        |        |
| 2009 | 我可以自己瘋             | 艾波·瓊斯          |        |
| 2010 | 約會喔麥尬               | 阿羅約警探         |        |
| 2010 | 功夫夢                   | 雪莉·帕克          |        |
| 2010 | 狗仔窺視界               | 梅莉               |        |
| 2010 | 墮落聖徒                 | 珍珠               |        |
| 2011 | 凶心仁術                 | 杜麗莎護理師       |        |
| 2011 | 愛情速可達               | 貝拉               |        |
| 2011 | 嘲笑我的痛苦             | 泰拉姬             |        |
| 2011 | 琢玉成器                 | 卡塔娜·史達克      |        |
| 2012 | 男人行不行               | 蘿倫·哈里斯        |        |
| 2013 | 馬達加斯加麻吉大作戰     | 㺢㹢狓             | 聲演   |
| 2014 | 男人行不行2              | 蘿倫·哈里斯        |        |
| 2014 | 死亡邊緣                 | 泰莉·格蘭傑        |        |
| 2014 | 喜劇人生                 | 自己               |        |
| 2016 | 生命保險                 | 珊曼莎·瑟曼        |        |
| 2016 | 關鍵少數                 | 凱薩琳·強生        |        |
| 2018 | 殺手瑪莉                 | 瑪莉·古德溫        |        |
| 2018 | 辛辣復仇                 | 梅琳達             | 後製中 |
| 2018 | 最佳敵手                 | 安·阿特華特        | 後製中 |
| 2018 | 無敵破壞王2：網路大暴走  | 讚讚姐             | 配音   |
| 2022 | 小小兵2：格魯的崛起      | Belle Bottom       | 配音   |
| 2023 | 汪汪隊立大功：超級大電影 | Victoria Vance     | 配音   |
| 2023 | 紫色                     | Shug Avery         |        |

### 電視
| 年度            | 作品                   | 角色               | 備註                                     |
| --------------- | ---------------------- | ------------------ | ---------------------------------------- |
| 1997            | 為人父母               | 艾妲               | 1集（第4季第10集）                       |
| 1997            | 姊姊，妹妹             | 蕾絲莉             | 1集（第5季第10集）                       |
| 1997–1998       | 聰明小鬼               | 莫妮可             | 3集                                      |
| 1998            | 救命下課鈴：新班級     | 女孩#3             | 1集（第6季第11集）                       |
| 1998–1999       | 大學生費莉希蒂         | R.A. 藝術系學生    | 第1季第7集 第1季第14集                   |
| 1998            | 急診室的春天           | 派翠絲·羅賓斯 艾蘭 | 第4季第20集 第5季第2集                   |
| 1999            | 藍色太平洋             | 朗達               | 1集（第4季第22集）                       |
| 2000            | 妙手良方               | 克莉絲朵           | 1集（第1季第6集）                        |
| 2001            | 推理女神探：最後自由人 | 貝絲·平克尼        | 電視電影                                 |
| 2002–2004       | 女人偵事               | 蕾娜·華盛頓        | 主要演員（第2–4季；66集）                |
| 2004            | 我們所有人             | 金姆               | 1集（第2季第4集）                        |
| 2005            | 豪斯醫生               | 莫伊拉             | 1集（第2季第6集）                        |
| 2005            | 姊妹與姊妹             | 莫伊拉             | 1集（第4季第8集）                        |
| 2006            | CSI犯罪現場            | 克莉絲緹娜         | 1集（第6季第7集）                        |
| 2007–2008       | 波城法網               | 惠特妮·羅馬        | 主要演員（第4季；17集）                  |
| 2008            | 神奇律師               | 安潔拉·史考特      | 3集                                      |
| 2010            | 克利夫蘭秀             | 香奈兒·威廉斯      | 聲演；1集（第1季第18集）                 |
| 2011            | 悍母救援               | 蒂芬妮·盧賓        | Lifetime電視電影                         |
| 2011–2013, 2015 | 疑犯追蹤               | “賈絲”琳·卡特      | 主要演員（54集） 特別客串（第4季第20集） |
| 2014            | 愛的季節               | 潔姬               | Lifetime電視電影                         |
| 2015–2020       | 嘻哈帝國               | 庫琪·萊恩          | 主要演員                                 |
| 2015            | 週六夜現場             | 自己／主持         | 1集（第40季第18集）                      |
| 2015            | Live！與凱莉和米高     | 自己／主持         | 1集（第27季第140集）                     |
| 2016            | 冰原歷險記：巨蛋惡作劇 | 艾索               | 聲演；特集                               |
| 2017            | 辛普森一家             | 果仁糖             | 聲演；1集                                |

## 入圍與獲獎
| 年度 | 大獎                   | 獎項                               | 作品              | 結果 |
| ---- | ---------------------- | ---------------------------------- | ----------------- | ---- |
| 2002 | 黑膠卷獎               | 最佳女演員獎                       | 寶貝男孩          | 提名 |
| 2006 | 黑人娛樂電視大獎       | 最佳女演員獎                       | 饒舌歌王          | 獲獎 |
| 2006 | 有色人種促進協會形象獎 | 電影類最佳女配角獎                 | 饒舌歌王          | 提名 |
| 2006 | 美國演員工會獎         | 最佳整體演出獎                     | 饒舌歌王          | 提名 |
| 2006 | 黑膠卷獎               | 最佳女配角獎                       | 饒舌歌王          | 獲獎 |
| 2006 | 黑膠卷獎               | 最佳整體演出獎                     | 饒舌歌王          | 提名 |
| 2006 | 黑膠卷獎               | 最佳整體演出獎                     | 血盟兄弟          | 提名 |
| 2008 | 有色人種促進協會形象獎 | 電影類最佳女演員獎                 | 深情交談          | 提名 |
| 2010 | 黑人娛樂電視大獎       | 最佳女演員獎                       | 班傑明的奇幻旅程  | 獲獎 |
| 2010 | 有色人種促進協會形象獎 | 電影類最佳女配角獎                 | 班傑明的奇幻旅程  | 獲獎 |
| 2010 | 美國演員工會獎         | 最佳女配角獎                       | 班傑明的奇幻旅程  | 提名 |
| 2010 | 美國演員工會獎         | 最佳整體演出獎                     | 班傑明的奇幻旅程  | 提名 |
| 2010 | 黑膠卷獎               | 最佳女演員獎                       | 我可以自己瘋      | 提名 |
| 2010 | 黑膠卷獎               | 最佳女配角獎                       | 班傑明的奇幻旅程  | 提名 |
| 2010 | 奧斯卡金像獎           | 最佳女配角獎                       | 班傑明的奇幻旅程  | 提名 |
| 2010 | 奧斯汀影評人協會       | 最佳女配角獎                       | 班傑明的奇幻旅程  | 獲獎 |
| 2011 | 黑人娛樂電視大獎       | 最佳女演員獎                       | 悍母救援          | 獲獎 |
| 2011 | 有色人種促進協會形象獎 | 電視電影、迷你劇及特輯最佳女演員獎 | 悍母救援          | 獲獎 |
| 2011 | 黑膠卷獎               | 電視電影／有線電視類最佳女演員獎   | 悍母救援          | 獲獎 |
| 2011 | 衛星獎                 | 最佳迷你劇及電視電影女演員獎       | 悍母救援          | 提名 |
| 2011 | 黃金時段艾美獎         | 最佳迷你劇及電視電影女演員獎       | 悍母救援          | 提名 |
| 2015 | 有色人種促進協會形象獎 | 年度藝人獎                         | 年度藝人獎        | 獲獎 |
| 2015 | 有色人種促進協會形象獎 | 電影類最佳女演員獎                 | 死亡邊緣          | 獲獎 |
| 2015 | 黑人娛樂電視大獎       | 最佳女演員獎                       | 嘻哈帝國          | 獲獎 |
| 2015 | 評論家選擇電視獎       | 劇情類影集最佳女演員獎             | 嘻哈帝國          | 獲獎 |
| 2015 | 青少年選擇獎           | 電視選擇獎：劇情類女演員           | 嘻哈帝國          | 提名 |
| 2015 | 青少年選擇獎           | 電視選擇獎：最佳組合               | 嘻哈帝國          | 提名 |
| 2015 | 電視評論家協會獎       | 劇情類個人成就獎                   | 嘻哈帝國          | 提名 |
| 2015 | Gold Derby電視獎       | 最佳劇情類影集女演員獎             | 嘻哈帝國          | 提名 |
| 2015 | 在線電影與電視協會獎   | 劇情類影集最佳女演員獎             | 嘻哈帝國          | 獲獎 |
| 2015 | 在線電影與電視協會獎   | 劇情類影集最佳整體演員獎           | 嘻哈帝國          | 提名 |
| 2015 | 黃金時段艾美獎         | 最佳劇情類影集女主角獎             | 嘻哈帝國          | 提名 |
| 2016 | 人民選擇獎             | 最喜愛劇情類電視女演員獎           | 嘻哈帝國          | 提名 |
| 2016 | 金球獎                 | 最佳電視女演員獎－劇情類           | 嘻哈帝國          | 獲獎 |
| 2016 | 評論家選擇電視獎       | 劇情類影集最佳女演員獎             | 嘻哈帝國          | 提名 |
| 2016 | 道林獎                 | 年度電視演出獎－女演員             | 嘻哈帝國          | 獲獎 |
| 2016 | 有色人種促進協會形象獎 | 劇情類影集最佳女演員獎             | 嘻哈帝國          | 獲獎 |
| 2016 | Cine Awards            | 最佳劇情類影集女主角獎             | 嘻哈帝國          | 提名 |
| 2016 | 青少年選擇獎           | 電視選擇獎：劇情類女演員           | 嘻哈帝國          | 提名 |
| 2016 | 黑人娛樂電視大獎       | 最佳女演員獎                       | 嘻哈帝國          | 獲獎 |
| 2016 | 肖蒂獎                 | 最佳女演員獎                       | 嘻哈帝國          | 獲獎 |
| 2016 | 在線電影與電視協會獎   | 劇情類影集最佳女演員獎             | 嘻哈帝國          | 提名 |
| 2016 | 黃金時段艾美獎         | 最佳劇情類影集女主角獎             | 嘻哈帝國          | 提名 |
| 2016 | 聖地牙哥影評人協會     | 最佳整體演出獎                     | 關鍵少數          | 亞軍 |
| 2016 | 評論家選擇電影獎       | 最佳整體演出獎                     | 關鍵少數          | 提名 |
| 2016 | 女性電影評論協會獎     | 最佳女演員獎                       | 關鍵少數          | 提名 |
| 2016 | 女性電影評論協會獎     | 最佳整體演出獎                     | 關鍵少數          | 獲獎 |
| 2016 | 衛星獎                 | 最佳電影女演員獎                   | 關鍵少數          | 提名 |
| 2016 | 衛星獎                 | 最佳電影整體演出獎                 | 關鍵少數          | 獲獎 |
| 2016 | 佛羅里達影評人協會     | 最佳整體演出獎                     | 關鍵少數          | 提名 |
| 2017 | 棕櫚泉國際電影節       | 最佳整體演出獎                     | 關鍵少數          | 獲獎 |
| 2017 | 國家評論協會           | 最佳整體演出獎                     | 關鍵少數          | 獲獎 |
| 2017 | 非裔美國人電影評論協會 | 最佳整體演出獎                     | 關鍵少數          | 獲獎 |
| 2017 | 人民選擇獎             | 最喜愛劇情類電視女演員獎           | 嘻哈帝國          | 提名 |
| 2017 | 美國演員工會獎         | 最佳電影整體演出獎                 | 關鍵少數          | 獲獎 |
| 2017 | 在線電影與電視協會獎   | 最佳整體演出獎                     | 關鍵少數          | 提名 |
| 2017 | 有色人種促進協會形象獎 | 電影類最佳女演員獎                 | 關鍵少數          | 獲獎 |
| 2017 | 有色人種促進協會形象獎 | 劇情類影集最佳女演員獎             | 嘻哈帝國          | 獲獎 |
| 2017 | 有色人種促進協會形象獎 | 最佳文學作品－傳記／自傳           | 環遊女孩：回憶錄  | 提名 |
| 2017 | 黑膠卷獎               | 最佳女演員獎                       | 關鍵少數          | 提名 |
| 2017 | 黑膠卷獎               | 最佳整體演出獎                     | 關鍵少數          | 提名 |
| 2017 | Gold Derby電影獎       | 最佳整體演出獎                     | 關鍵少數          | 提名 |
| 2017 | MTV影視大獎            | 最佳電影演員獎                     | 關鍵少數          | 提名 |
| 2017 | MTV影視大獎            | 最佳英雄獎                         | 關鍵少數          | 獲獎 |
| 2017 | MTV影視大獎            | 最佳接吻獎                         | 嘻哈帝國          | 提名 |
| 2017 | 黑人娛樂電視大獎       | 最佳女演員獎                       | 嘻哈帝國 關鍵少數 | 獲獎 |
| 2017 | 黑膠卷電視獎           | 劇情類影集最佳女演員獎             | 嘻哈帝國          | 提名 |
| 2017 | 青少年選擇獎           | 電影選擇獎：劇情片女演員           | 關鍵少數          | 提名 |
| 2018 | 有色人種促進協會形象獎 | 劇情類影集最佳女演員獎             | 嘻哈帝國          | 獲獎 |

## 外部連結
- 塔拉吉·P·漢森在互联网电影资料库（IMDb）上的資料（英文）
- 塔拉吉·P·漢森 在电视指南
- 塔拉吉·P·漢森的Facebook專頁
- 塔拉吉·P·漢森的X（前Twitter）
- 塔拉吉·P·漢森的Instagram帳戶
- 泰拉姬·P·漢森 （页面存档备份，存于） at TV.com （页面存档备份，存于）

| 前任： 米高·基頓 | 《週六夜現場》主持人 2015年4月11日 | 繼任： 史嘉蕾·喬韓森 |